# 117-та єгерська дивізія (Третій Рейх)

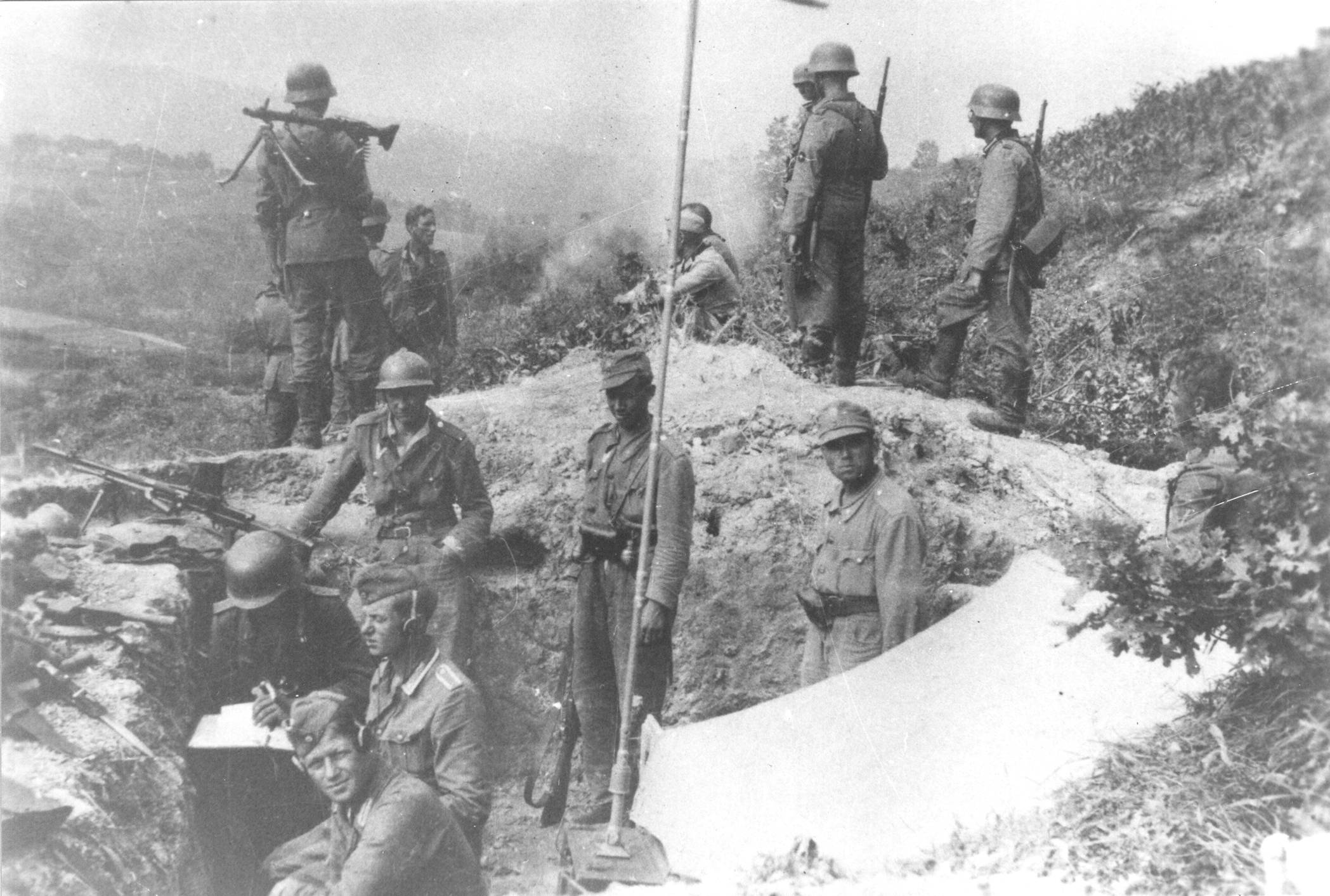
Німецькі війська на оборонних рубежах на підступах до Белграду. Белградська операція. Жовтень 1944

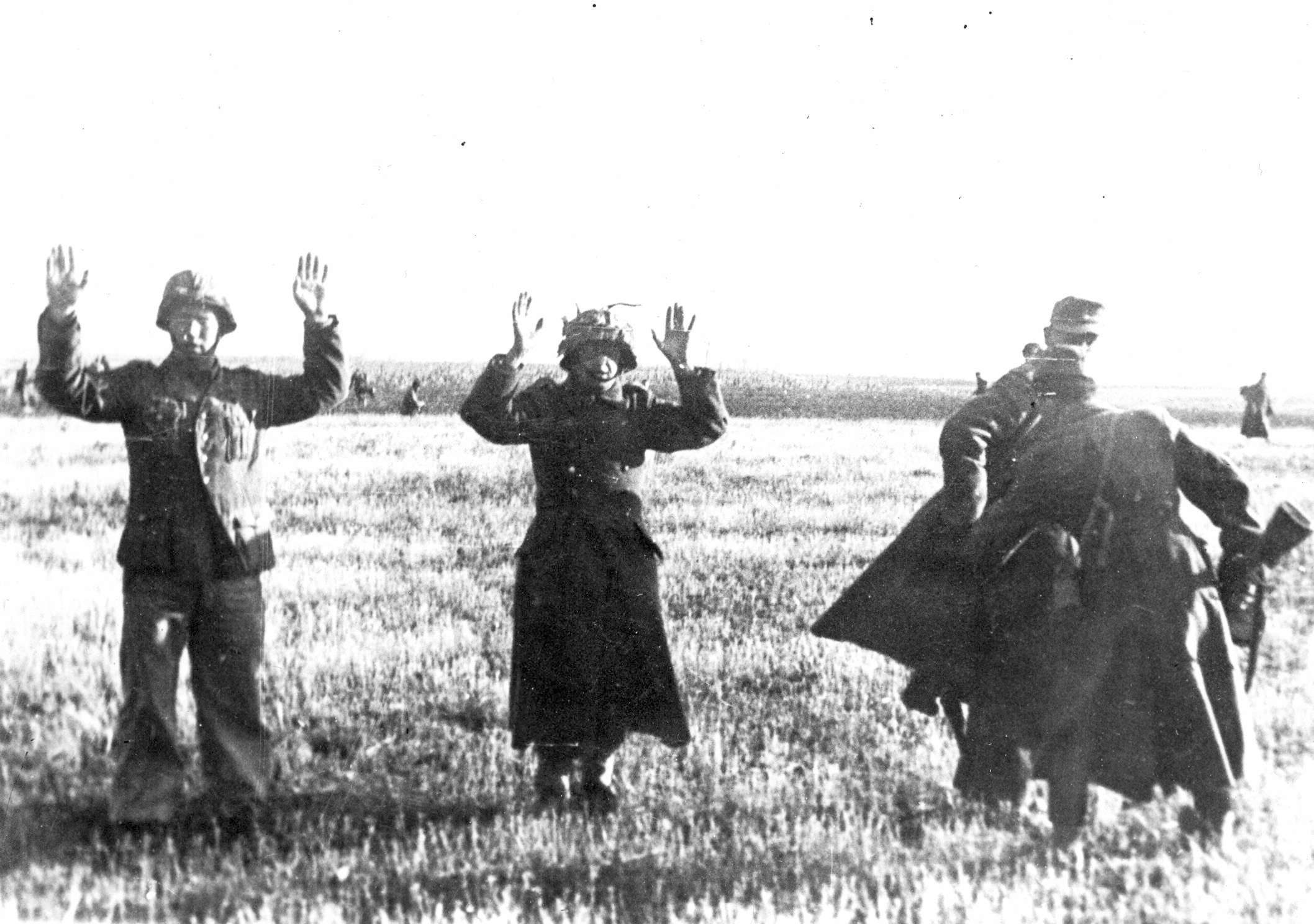
Німецькі солдати капітулюють югославським воякам. Квітень 1945

117-та єгерська дивізія (Третій Рейх) (нім. 117. Jäger-Division) — єгерська піхотна дивізія Вермахту за часів Другої світової війни. Дивізія брала активну участь у бойових діях проти югославських партизан на Балканах та в Греції проти місцевого руху опору.

## Історія
117-та єгерська дивізія утворена 1 квітня 1943 шляхом переформування 717-ї піхотної дивізії зі складу Командування Вермахту в Хорватії, що виконувала окупаційні функції на території Хорватії та Сербії. Реформування військових частин Вермахту здійснювалося навесні 1943 року у відповідності до особистого наказу Адольфа Гітлера, коли усі піхотні дивізії, що створювалися або реформувалися, ставали гренадерськими. Не уникла цієї долі й 717-та піхотна дивізія, де на той момент служили 13 200 солдатів, яка перейменовувалася на 117-ту єгерську. Основною ідеєю реформування було створення спеціалізованих частин, які здатні вести бойові дії в гірсько-лісистих умовах місцевості Балканського півострову. На відміну від регулярних піхотних підрозділів тактичні формування єгерів були значно менше і мали високу маневреність та автономність дії. Водночас, на відміну від гірських дивізій, ці з'єднання укомплектовувалися важкою технікою та артилерією.
По завершенні реорганізації дивізію перекинули до Греції, до складу групи армій «E». Там вояки дивізії, ведучи боротьбу з грецькими партизанами. Восени 1943 німецькі війська енергійно роззброювали італійських союзників, у тому числі й на території Греції. У грудні 1943 німецькі єгері дивізії «відзначилися», влаштувавши різанину в місті Калаврита і повністю його зруйнувавши.
Дивізія активно залучалася до антипартизанських та каральних акцій проти місцевого руху опору на території окупованої Греції до вересня 1944 року.
29 вересня 1944 почався погоджений наступ радянсько-болгарських військ зі сходу і НВАЮ — з півдня і заходу. До 8 жовтня радянсько-болгарські війська завершили прорив ворожої оборони в Східносербських горах і вийшли в долину річки Морави, стрімко форсували її та продовжили наступ у напрямі Белграда. 117-ю єгерську дивізію негайно перекинули з Греції під Белград. Коли почався штурм Белграда, єгерська дивізія однією з перших вступила в бій і зазнала величезних втрат. Згодом вели бойові дії за Новий Сад, Брод, Осіек.
У грудні 1944 року дивізія спішно відступила до Південної Угорщини, а в травні 1945 року капітулювала в Австрії в районі Штайра американським військам.

## Райони бойових дій
- Греція (квітень 1943 — вересень 1944);
- Югославія, Угорщина, Австрія (вересень 1944 — травень 1945).

## Командування

### Командири
- генерал гірсько-піхотних військ Карл фон Ле Сьюр (нім. Karl von le Suire) (1 квітня 1943 — 10 липня 1944);
- генерал-лейтенант Август Віттманн (нім. August Wittmann) (10 липня 1944 — 10 березня 1945);
- генерал-майор Ганс Креппель (нім. Hans Kreppel) (10 березня — 8 травня 1945).

### Підпорядкованість
| Час      | Корпус                           | Армія                    | Група армій (округ)   | Штаб         |
| -------- | -------------------------------- | ------------------------ | --------------------- | ------------ |
| 1943     |                                  |                          |                       |              |
| квітень  | Командування Вермахту в Хорватії | —                        | Група армій «E»       | Сараєво      |
| червень  | z.Vfg.                           | —                        | Група армій «E»       | Греція       |
| липень   | LXVIII-й армійський корпус       | —                        | Група армій «E»       | Пелопоннес   |
| вересень | LXVIII-й армійський корпус       | 11-та італійська армія   | Група армій «E»       | Пелопоннес   |
| жовтень  | LXVIII-й армійський корпус       | Група армій «E»          | Група армій «F»       | Пелопоннес   |
| 1944     |                                  |                          |                       |              |
| січень   | LXVIII-й армійський корпус       | Група армій «E»          | Група армій «F»       | Пелопоннес   |
| жовтень  | Корпусна група Шнекенбергер      | Армійська група «Сербія» | Група армій «F»       | Белград      |
| листопад | LXVIII-й армійський корпус       | 2-га танкова армія       | Група армій «F»       | Боснія       |
| 1945     |                                  |                          |                       |              |
| січень   | XXXIV-й армійський корпус        | Група армій «E»          | Група армій «F»       | Срем         |
| квітень  | z.Vfg.                           | 6-та армія               | Група армій «Південь» | Нижній Дунай |
| травень  | 1-й танковий корпус СС           | 6-та танкова армія СС    | Група армій «Австрія» | Штайр        |

### Склад
| 1944                                   |
| -------------------------------------- |
| 737-й єгерський полк                   |
| 749-й єгерський полк                   |
| 670-й артилерійський полк              |
| 116-й розвідувальний батальйон         |
| 117-й протитанковий дивізіон           |
| 117-й інженерний батальйон             |
| 117-й дивізійний батальйон зв'язку     |
| 117-те дивізійне управління постачання |

## Нагороджені дивізії
Нагороджені дивізії
|  | Кавалери Золотого Німецького Хреста                                                                        | 2 |
|  | Кавалери Лицарського хреста Залізного хреста                                                               | 2 |
|  | Кавалери Почесної відзнаки сухопутних військ «Почесна застібка на орденську стрічку для Сухопутних військ» | 1 |